# Wilhelm Ketteler (Domherr)
Wilhelm Ketteler (* vor 1590; † nach 1596) war Domherr in Münster.

## Leben

### Herkunft und Familie
Wilhelm Ketteler entstammte dem westfälischen Adelsgeschlecht von Ketteler, aus dem zahlreiche namhafte Persönlichkeiten hervorgegangen sind. Er war der Sohn des ehemaligen Domherrn Hermann Ketteler zu Altassen und dessen Gemahlin Adelheid von Diepenbrock. Diese hatten im Jahre 1577 die Ehe geschlossen. Seine Brüder waren:
- Johann Vollrath (* 1590), Staatssekretär und Bürgermeister von Pewsum
- die münsterschen Domherren Hermann, Rembert, Konrad und Dietrich.

### Wirken
Am 7. Juni 1591 kam Wilhelm mit der Aufschwörung auf die Geschlechter Ketteler, Diepenbrock, Beesten und Stael in den Besitz einer Dompräbende. Nach kurzer Zeit, am 6. Oktober 1592, verzichtete er auf seine Pfründe und heiratete am 4. Juni 1595 Anna von der Hege, Tochter des Adrian von der Hege und Agnes von Merveldt. Aus der Ehe ging die Tochter Gertrud (* 1596, ⚭ Dietrich Hermann von Merveldt) hervor.